# 昌山勝利
昌山 勝利（まさやま かつとし、1944年9月6日 - ）は、愛知県を登録地としていた元競輪選手。日本競輪学校第17期生。昌山晃夫（競輪学校第3期生）は実兄。

## 来歴
1963年7月13日、小松島競輪場でデビューし2着。
1998年6月5日、一宮競輪場で通算700勝を達成。同年7月28日選手登録削除。通算戦績3131戦701勝。